# Willowdale
Circonscription électorale fédérale du Canada
Willowdale est une circonscription électorale fédérale et provinciale en Ontario.

## Circonscription fédérale
La circonscription est située dans le sud de l'Ontario, plus précisément dans le nord de la ville de Toronto.  
Les circonscriptions limitrophes sont Don Valley-Nord, Don Valley-Ouest, Eglinton—Lawrence, Thornhill et York-Centre.   

### Résultats électoraux
|       | Candidat                | Parti        | # de voix | % des voix |
|       | Chungsen Leung          | Conservateur | +22 207,  | 41,7 %     |
|       | (x) Martha Hall Findlay | Libéral      | +21 275,  | 39,95 %    |
|       | Mehdi Mollahasani       | NPD          | +09 777,  | 18,36 %    |
| Total | Total                   | Total        | 53 259    | 100 %      |

|       | Candidat                | Parti        | # de voix | % des voix |
|       | Jake Karns              | Conservateur | +15 931,  | 32,46 %    |
|       | (x) Martha Hall Findlay | Libéral      | +23 889,  | 48,67 %    |
|       | Susan Wallace (en)      | NPD          | +05 011,  | 10,21 %    |
|       | Lou Carcasole           | Vert         | +03 130,  | 6,38 %     |
|       | Bahman Roudgarnia       | Progressiste | +00864,   | 1,76 %     |
|       | Barnadette Michael      | Indépendant  | +00260,   | 0,53 %     |
| Total | Total                   | Total        | 49 085    | 100 %      |

#### Historique
La circonscription fut créée en 1976 à partir de la circonscription d'Eglinton.
| Législature                                            | Années       | Député              | Député           | Parti                     |
| ------------------------------------------------------ | ------------ | ------------------- | ---------------- | ------------------------- |
| Willowdale issue de Eglinton, York-Nord et York-Centre |              |                     |                  |                           |
| 31e                                                    | 1979–1980    |                     | Bob Jarvis       | Progressiste-conservateur |
| 32e                                                    | 1980–1984    |                     | Jim Peterson     | Libéral                   |
| 33e                                                    | 1984–1988    |                     | John Oostrom     | Progressiste-conservateur |
| 34e                                                    | 1988–1993    |                     | Jim Peterson (2) | Libéral                   |
| 35e                                                    | 1993–1997    |                     | Jim Peterson (2) | Libéral                   |
| 36e                                                    | 1997–2000    |                     | Jim Peterson (2) | Libéral                   |
| 37e                                                    | 2000–2004    |                     | Jim Peterson (2) | Libéral                   |
| 38e                                                    | 2004–2006    |                     | Jim Peterson (2) | Libéral                   |
| 39e                                                    | 2006–2008    |                     | Jim Peterson (2) | Libéral                   |
| 39e                                                    | 2008-2008    | Martha Hall Findlay |                  | Libéral                   |
| 40e                                                    | 2008–2011    | Martha Hall Findlay |                  | Libéral                   |
| 41e                                                    | 2011–2015    |                     | Chungsen Leung   | Conservateur              |
| 42e                                                    | 2015–2019    |                     | Ali Ehsassi      | Libéral                   |
| 43e                                                    | 2019–2021    |                     | Ali Ehsassi      | Libéral                   |
| 44e                                                    | 2021–Présent |                     | Ali Ehsassi      | Libéral                   |

## Circonscription provinciale
Depuis les élections provinciales ontariennes du 4 octobre 2007, l'ensemble des circonscriptions provinciales et des circonscriptions fédérales sont identiques.
1. ↑  Élections Canada, « Résultats Élection fédérale canadienne de 2021 », sur enr.elections.ca (consulté le 19 février 2022).
2. ↑  Élections Canada, « Résultats Élection fédérale canadienne de 2019 », sur enr.elections.ca (consulté le 4 novembre 2019).
3. ↑  Élections Canada, « Résultats Élection fédérale canadienne de 2015 », sur enr.elections.ca (consulté le 31 janvier 2025).
4. ↑  Élections Canada.